# Pravidla skutečných ninjů
Pravidla skutečných ninjů je kniha spisovatelky a psycholožky Petry Štarkové z knižní řady „Má to háček“, která je určena rodičům a dětem v náročné životní situaci. Děj sleduje příběh chlapce Ivoše, který je ve třídě nový a nechová se přátelsky – s nikým se nebaví, nadává, a dokonce se pere. Situaci však mění nález knihy o bojovnících ninja a sociální pracovnice Lenka. Příběh je předkládán ze dvou pohledů – na začátku knihy popisuje Ivošův vstup do třídy spolužák Hynek, později vypráví svůj pohled sám Ivoš a do konce knihy se ve vyprávění střídají.
Knihu ilustroval Viktor Svoboda a v roce 2019 ji vydalo nakladatelství Albatros ve spolupráci s nakladatelstvím Pasparta Publishing.

## Obsah knihy

### Děj
Příběh začíná vyprávět Hynek ze 4.B, které popisuje Ivošův příchod mezi nové spolužáky. První setkání skončí Ivošovým útěkem ze třídy, po vtípku o tom, že je Ivoš okrade. Další den se Ivoš prudce oboří na spolužačku Aničku a popere se se spolužáky. Je také podezřelý z toho, že ukradl svačinu spolužačce Lidce, záhy se však ukáže, že ji Lidka vyhodila do koše a Ivoš si ji zde vzal. Při rýsování se pohádá s Aničkou mimo jiné o tom, že rýsuje špatnou tužkou a ušpinil ji gumu. Anička si jde se spolužáky koupit novou gumu do papírnictví a narazí zde na Ivoše. Tajně jej sledují a zjišťují, že ukradl tužku. V této části knihy se mění vypravěč a děj je popisován z pohledu Ivoše. Popisuje své pocity, především vztek. Také popisuje aktuální životní situaci – žije jen s matkou, nemají moc peněz, mnohokrát se stěhovali – z domova do azyláku, z azyláku na ubytovnu a nyní do malého bytu v „otřískaném“ domě.
Další den začíná vyprávěním z popisu Hynka. Třída šla do divadla a Hynek si všímá toho, že Ivoš má stejné oblečení jako poslední dva dny. Ivoš ukradne spolužačce Julii náramek a chytí jej její bratr Jonáš, který donutí Ivoše náramek vrátit. Jonáš Ivoše shodí do příkopu, takže je Ivoš celý od bláta. Kvůli tomu jej však uvaděčka nepouští do divadla a Ivoš čeká na rodiče na recepci. Příběh je nyní zase vyprávěn Ivošem. Ivoš je naštvaný, ale také vzpomíná na recepci na policejní stanici a jak dostal policejního plyšáka. Dá se do řeči s vrátným a ten mu věnuje knihu, kterou někdo v divadle zapomněl. Také vysvětluje, že krádež náramku byl nezdařený pokus o vtip.
Následující den vypráví Hynek o rvačce Ivoše a Marka. Ivoš trefí loktem Marka do nosu a krvácí a spolužákovi Albertovi se z krve udělá nevolno a ztratí na čas vědomí. Třídní učitelka a učitel Smajlík přezdívaný Sluníčko zasáhnou, zavolají záchranku a ošetří ranění. Situaci ve třídě vyhodnotí jako závažnou. Další den se Ivoš dále potýká s posměšky třídy a také se dozvídáme, že kniha, kterou Ivoš získal, se jmenuje Příběhy ninjů. V následujících dnech se Hynek dozví o petici, kterou sepsali rodiče a starší spolužáci ze školy. Požaduje vyloučení Ivoše ze školy. Petici nalezne učitel Sluníčko. Ve stejnou chvíli vyzve Ivoše k návštěvě ředitelny. Příběh pokračuje pohledem Ivoše, díky kterému se dozvídáme, že se v ředitelně setkává se sociální pracovnicí Lenkou. Venku před školou si povídají o aktuální Ivošovi situaci a zjišťují, že mají stejný zájem – ninji. Lenka se věnuje bojovému umění a umění ninjů a seznamuje Ivošem s tím, kdo ninjové byli. Na příkladu ninjů vysvětluje Ivošovi, kdy je boj obranou a kdy útokem. Stanovuje mu tak první pravidlo skutečných ninjů.
Z pohledu Hynka se pak dozvídáme o tom, jaké bylo dění ve třídě po posledním incidentu – o přestávkách hlídají učitelé a učitel Smajlík se snaží pomocí návodných otázek přimět třídu k zamyšlení nad aktuální situací. Do školy dorazila také Markova matka a vyhrožuje policií. Ve třídě však probíhají první kroky k uklidnění situace, kdy spolu Hynek, Ivoš jí nabídnutou svačinu od Lidky. Následně Ivoš popisuje, že mívá noční můry. Domů za ním přichází Lenka, která si s ním nejprve čte knihu a následně mu osvětluje další pravidlo týkající se přiměřené a nepřiměřené obrany.
Hynek popisuje, jak při rozhovoru s Aničkou a učitelem Smajlíkem došli k zjištění, že je důležité s člověkem mluvit o tom, jak se chová. Při dalším incidentu už se Ivoš zvládne bránit pouze slovně. Navíc učitel Smajlík využije jeho silné stránky a nechá třídu vymyslet 15 věcí, co nelze bez elektřiny dělat. Pokud třída stihne seznam vymyslet v časovém limitu, může vyrazit dříve do kina a navštívit bufet. Bez Ivošovy značné pomoci by to nestihla, Ivoš totiž žil nějakou dobu v bytě bez zapojené elektřiny. Navíc si spolužáci uvědomí, že Ivošův život není úplně jednoduchý. Lidka mu zase nabídne svačinu a on vděčně přijme. Po návštěvě kina se třída vydá na procházku do parku, kde narazí na dva bezdomovce. Jeden z nich Ivoše vyděsí a ten uteče. Z Ivošova vyprávění se dozvíme, že mu bezdomovec připomínal tátu, který byl alkoholik. V kabinetě se setkává znovu s Lenkou, která mu představí další pravidlo skutečných ninjů – Jak se vyhnout boji.
Další den Hynek potkává Ivoše u papírnictví a se spolužáky se rozhodnou jej zase sledovat. Vidí, jak si nejen kupuje potřebné věci, ale také platí za ukradenou tužku z minulé návštěvy. Prodavačka peníze přijme. Ivoš následně popisuje svoje setkání s Lenkou, která mu přiblíží další pravidlo o úmyslném a neúmyslném ublížení.
V dalším dni Hynek popisuje debatu ve třídě s učitelem Smajlíkem na téma agrese a její důvody. Učitel debatu vede tak, aby se spolužáci zamýšleli nad tím, proč je někdo agresivní a jak to lze změnit. O dva týdny později se pro školu koná přespání v knihovně. Večer je na programu stezka odvahy, při které učitelé vystupují jako strašidla. Ivoš jde s mladším spolužákem, který se však jednoho strašidla vyděsí. Ivoš jej brání, avšak kostlivec nepřestává strašit, a tak jej kopnul. Při řešení incidentu nechtěně odkopne svíčky, které vzápětí způsobí požár. Učitelé požár rychle uhasí.
Ivoš vypráví o dalším setkání s Lenkou, Ta ho povzbuzuje k nápravě situace a vysvětluje další pravidla: o útoku a souboji a také o zodpovědnosti za sebe a za to, co bojovník při boji způsobil. Následně k Ivošovi přichází Hynek, Albert a Anička. Ukazují mu petici, kterou vytvořili, aby Ivoš ve škole zůstal. Další den se Ivoš a další spolužáci potkávají na dobrovolné brigádě k úklidu knihovny. V závěru Anička věnuje Ivošovi balíček karet se slavnými karatisty.

### Doslov
Autora knihy v rámci doslovu nabízí stručné vysvětlení toho, proč se někdy děti chovají jako hlavní hrdina Ivoš – agresivně, konfliktně. Přináší několik možností, proč se u dětí problémové chování vyskytuje a nabízí tipy, jak takové situace řešit včetně tipů, na jaké odborníky se obrátit.

## Přijetí díla a interpretace
Kniha získala v roce 2021 spolu s celou edicí Má to háček ocenění Zlatá stuha v kategorii Nakladatelský počin.
Autorka popisuje, že psát o negativním hrdinovi pro ni byla výzva. Zároveň však téma problémového chování považuje za důležité, protože se s ním mohou děti snadno setkat. Záměrem autorky bylo přiblížit situaci dětským pohledem, nabídnout informace o tom, proč se někdo chová zle a co se s tím dá dělat. Autorka také uvádí, že se setkala při tvorbě s kritikou ohledně zařazení postavy sociální pracovnice. Její zařazení je však podle ní důležité, aby se děti dozvěděli, že také existuje organizace, která je má chránit.
Knihu pozitivně přijaly také noviny Křesťan dnes, které uvedly, že kniha řeší problém agresivity ve školách poučením samotných dětí, a ocenily, že pravidla bojových umění byla během psaní konzultována s odborníkem – Robertem Waschkou, který se specializuje na bojová umění a problematiku ninjů.